# Schambat-Brücke

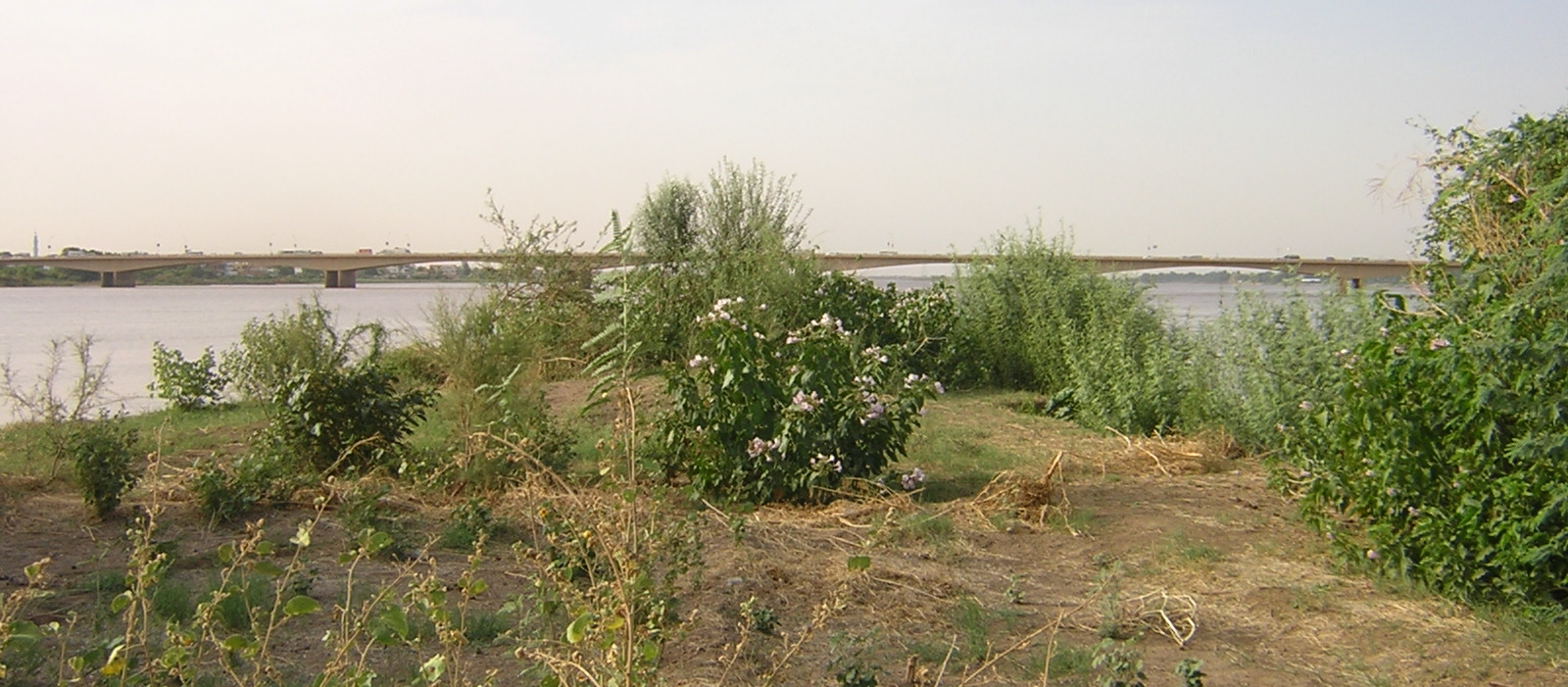
Vereinigung von Weißem und Blauen Nil; im Hintergrund ist die Schambat-Brücke sichtbar

Die Schambat-Brücke ist eine Straßenbrücke über den Nil zwischen Omdurman und al-Chartum Bahri im Sudan.
Der Name der Brücke ist vom Stadtviertel Schambat in al-Chartum Bahri abgeleitet.
Die 1050 m lange und 23,60 m breite Brücke hat zwei mal zwei Fahrspuren und breite Gehwege.
Die Spannbetonbrücke hat 88 m weite Öffnungen. Die Fundamente ihrer Pfeiler wurden mit Caissons in mehr als 30 m Tiefe gegründet. Der Überbau besteht aus zwei rechteckigen Hohlkästen mit variabler Bauhöhe und einer auskragenden Fahrbahnplatte und wurde im Freivorbau errichtet.  
Die Brücke wurde von 1963 bis 1965 von dem italienischen Unternehmen Recchi gebaut. Es war die erste von einem italienischen Unternehmen im Ausland ausgeführte Spannbetonbrücke.
Im November 2023 wurde die Brücke während des Bürgerkriegs im Land bei Kämpfen zerstört.